# چروونایا آرمیا
چروونایا آرمیا (به لاتین: Chervonaya Armiya) یک منطقهٔ مسکونی در روسیه است که در استان آمور واقع شده‌است.